# Altopiano dell'Amur e della Zeja
L'altopiano dell'Amur e della Zeja (in russo Амурско-Зейское плато?) è una zona rilevata dell'Estremo Oriente della Russia. Si trova nel territorio dell'oblast' dell'Amur.

## Geografia
L'altopiano è situato sulla riva sinistra del medio corso dell'Amur, tra i fiumi Amur e Zeja, percorso dagli affluenti di quest'ultima: Selemdža e Urkan. L'altezza media dell'altopiano è di circa 300 m, il punto più alto raggiunge i 904 m. Sul territorio dell'altopiano prevale il rilievo pianeggiante e collinare; le rocce cristalline del substrato sono ricoperte da strati di sabbie e argille depositate nei laghi e negli antichi canali dell'Amur e dello Zeja del periodo del Neogene. Sono diffusi i boschi di larici, pini e di betulle. A sud sono caratteristici i boschetti di querce arbustive. Molte le paludi.
Il clima è continentale con caratteristiche monsoniche. Inverni freddi con poca neve ed estati moderatamente calde. In alcuni luoghi è presente il permafrost. Ci sono sedimenti auriferi.